# .17 HM2
.17 Hornady Mach 2 або .17 HM2,  — гвинтівковий набій кільцевого запалення, розроблений компанією Hornady у 2004 році після успіху створеного у 2002 році .17 HMR. Він був створений на основі патрона .22 Long Rifle шляхом зменшення дульця гільзи до калібру 0,17 дюйма (4,5 мм) та використовує кулі, більш ніж удвічі легші за кулі .22 Long Rifle.

## Характеристики
Надлегкі кулі забезпечують високу, як для набою кільцевого запалення, початкову швидкість. Зазвичай вони важать 17 гран (1,1 г) проти 30-40 гран (1,94-2,59 г) у .22 LR.
Назва «Mach 2» походить від того, що початкова швидкість кулі може сягати двох чисел Маха (640 м/с). Це вдвічі перевищує швидкість .22 LR і забезпечує значно настильнішу траєкторію та можливість вести прицільну стрільбу на відстанях до 175 ярдів (160 м).

## Зброя під .17 HM2

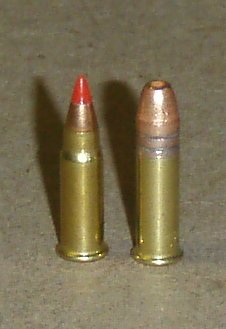
.17HM2 (зліва) та .22 LR

Оскільки .17 HM2 заснований на патроні .22 Long Rifle, переробка більшості гвинтівок із ковзним затвором калібру .22 Long Rifle у .17 HM2 потребує лише заміни ствола. Вищий тиск набою .17 HM2 робить переробку напівавтоматичних гвинтівок складнішим через те, що їх механізм перезарядки є чутливим до змін тиску. Завдяки тому, що .22 Long Rifle є, можливо, найпоширенішим набоєм у світі, величезна кількість різноманітної зброї може бути конвертована у калібр .17 HM2.